# Кишни човек
Кишни човек (енгл. Rain Man) је друмска драмедија из 1988. године, режисера Барија Левинсона, према сценарију Барија Мороуа и Роналда Баса. Главне улоге у филму играју Том Круз, Дастин Хофман и Валерија Голино. Радња прати Чарлија Бабита који открива да му је отац у наследству оставио само аутомобил и грм ружа, док је три милиона долара оставио свом другом сину, аутистичном и савантном Рејмонду, кога Чарли никада није упознао.
Кишни човек је био филм са највећом зарадом из 1988. године. Освојио је четири Оскара: за најбољи филм, најбољи оригинални сценарио, најбољег режисера и најбољег главног глумца (Хофман). Филмска екипа је била номинована за још четири додатне награде. Филм је такође освојио награду Златни медвед на 39. Берлинском филмском фестивалу.

## Радња
Чарли Бабит, продавац аутомобила из Лос Анђелеса се налази усред скупих преговора у вези четири луксузна спортска аутомобила. Послу прети Америчка агенција за заштиту околине, а ако Чарли не успе да испуни њихове захтеве, изгубиће велику своту новца. Чини се да ће посао ипак успети уз ситну превару коју су начинили Чарли и један од његових запослених. Након тога, Чарли одлази преко викенда у Палм Спрингс са својом девојком Сузаном.
Чарлијев пут је прекинут након изненадне вести да је умро његов отац, који се отуђио од сина. Након што је чуо за очеву смрт, Чарли одлази у Синсинати, како би средио оставштину. Међутим, тамо сазнаје да му је отац оставио само класични Buick Roadmaster кабриолет и грм ружа, док је 3 милиона долара оставио непознатом кориснику. Чарли на крају сазнаје да је новац послан у менталну институцију и одлази тамо са Сузаном како би сазнао зашто. Тамо он упознаје свог старијег брата, Рејмонда, за кога никада раније није чуо.
Рејмонд је аутистичан, има савантни синдром и придржава се строге рутине. Такође има и фотографско памћење, али показује мало емоционалног израза, осим у невољи. Чарли одводи Рејмонда из менталне институције и одседају у хотелу преко ноћи. Сузана се нервира због начина на који Чарли поступа са својим братом и одлази. Чарли тражи од Рејмондовог лекара, др Џералда Р. Брунера, пола наследства у замену за Рејмондов повратак, али он то одбија. Чарли одлучује да покуша да добије старатељство над својим братом како би стекао контролу над новцем.
Након што Рејмонд одбије да иде авионом у Лос Анђелес, њих двојица заједно крећу аутомобилом. Они споро напредују зато што Рејмонд инсистира на томе да се држи своје рутине, која укључује гледање Народног суда на телевизији сваког дана и спавање од 23:00. Он се такође противи путовању по ауто-путу, након што прођу поред једне саобраћајне несреће. Током путовања, Чарли сазнаје више о Рејмонду, укључујући и то да је он ментални калкулатор са способношћу да у тренутку броји стотине објеката одједном, далеко изнад уобичајеног распона људских способности. Такође сазнаје да је Рејмонд заправо живео са породицом када је Чарли био мали и схвата да је утешна фигура из његовог детињства, које се погрешно сећао као измишљеног пријатеља по имену „Кишни човек” (енгл. Rain Man), заправо Рејмонд. Затим закључује да је Рејмонд послат у институцију након инцидента током кога је грешком замало повредио малог Чарлија у врућој купки. Чарли схвата да је заправо Рејмонд спасио њега да се опече у тој кади, али да Рејмонд није био у стању да говори сам за себе и да порекне погрешно протумачену ситуацију.
Након што је аутомобиле запленио његов поверилац, Чарли сазнаје да је у дугу 80.000 долара и смишља план да се оде у Лас Вегас, који су прошли ноћ раније и освоји новац на блекџеку, бројећи карте. Иако шефови коцкарница сумњају да било ко може да преброји карте из шест шпилова, након прегледа сигурносних снимака они траже од Чарлија и Рејмонда да оду. Чарли је зарадио преко 86.000 долара да покрије своје дугове и помирио се са Сузаном која им се придружила у Лас Вегасу.
Назад у Лос Анђелесу, Чарли се састаје са доктором Брунером, који му нуди 250.000 долара да напусти Рејмонда. Чарли то одбија и каже да се више не узнемирава због тога што га је оставио отац, већ жели да се повеже са братом. На састанку са психијатром кога је именовао суд, показало се да Рејмонд није у могућности да сам одлучи шта жели. Чарли зауставља испитивање и говори Рејмонду да је срећан што га има за свог брата.
Чарли одводи Рејмонда до железничке станице, где се укрцава на воз са др Брунером како би се вратио у менталну институцију. Чарли обећава Рејмонду да ће га посетити за две недеље.

## Улоге
| Глумац            | Улога                      |
| ----------------- | -------------------------- |
| Дастин Хофман     | Рејмонд Бабит              |
| Том Круз          | Чарли Бабит                |
| Валерија Голино   | Сузана                     |
| Џералд Р. Молен   | Др Брунер (као Џери Молен) |
| Џек Мердок        | Џон Муни                   |
| Мајкл Д. Робертс  | Верн                       |
| Ралф Симор        | Лени                       |
| Лусинда Јени      | Ајрис                      |
| Бони Хант         | Сали Дибс                  |
| Ким Робилард      | Малограђански доктор       |
| Бет Грант         | Мајка на фарми             |
| Реј Бејкер        | господин Келсо             |
| Маршал Дохерти    | Дете са фарме #1           |
| Долан Дохерти     | Дете са фарме #2           |
| Патрик Дохерти    | Дете са фарме #3           |
| Џон-Мајкл Дохерти | Дете са фарме #4           |

## Зарада
- Зарада у САД - 172.825.435 $
- Зарада у иностранству - 182.000.000 $
- Зарада у свету - 354.825.435 $